# 张家口战役
张家口戰役，是1946年9月29日至10月11日八路军晋察冀军区部队抗击国民革命军第十一战区、第十二战区部队沿平绥铁路从东、西两面夹击张家口的一场战役。以傅作义部奇袭张北县城，晋察冀党政军学各单位匆忙撤出张家口进入山区告终。

## 战前背景
1945年8月20日，苏蒙联军在张北消灭日本驻蒙军主力，八路军平北军分区主力解放张家口城区。随后，聂荣臻冀中晋察冀军区十四个主力团打退了傅作义部第十二战区在集宁以东对张家口的攻势。从1945年11月7日到12月17日的40天的时间内，国民革命军出动了42架次飞机对平绥铁路沿线各城镇特别是张家口为目标轰炸14批次，炸毁火车机车5台、车厢数十辆，炸死炸伤100多人。1946年1月13日午夜12时，关内停战令生效。1946年1月19日，驻北平协和医院大楼的军事调处执行部派出第五战地执行小组一行18人在晋察冀军区副参谋长耿飙陪同下进驻张家口，国方首席代表郭亚生少将，美国代表郝礼士陆军上校，共方代表易耀彩上校。随后，晋察冀进入了长达近半年的局部和平局面。晋察冀军区开始大裁军、复员。
1946年6月下旬，国共内战正式爆发。北平行营以18个旅（师）16.2万人的兵力，对晋察冀解放区以张家口、承德两城市为目标发动了重点进攻，以割断关内解放区与东北解放区的交通联系。
1946年9月10日蒋介石手令部署第十一战区孙连仲和第十二战区傅作义“集中兵力分别从南口、怀柔和集宁、丰镇两个方向东西对进会攻张家口。：
- 东线第十一战区
  - 第十六军向南口、青龙桥集结
  - 第五十三军向怀柔集结
  - 第四十九军于北平、天津间为战役预备队
  - 第十三军由承德地区出大阁、沽源配合第十一战区行动
- 西线第十二战区傅作义部与第二战区阎锡山部之主力共两万多人从集宁、大同方面配合第十一战区进攻张家口。
- 第九十四军

1946年9月18日，察哈尔省委向全省发出紧急号召，坚决保卫察哈尔、保卫张家口。9月23日晋察冀中央局向全边区发出保卫张家口号召。
晋察冀军区前线司令部：司令员萧克，政治委员罗瑞卿
- 3个纵队在平绥铁路康庄一带抗击第十一战区进攻
  - 以第2纵队第5旅1个团在岔道（今八达岭镇岔道村）、康庄间，采取运动防御消耗、迟滞国民党军
  - 第5旅的主力和第4旅第12团控制在怀来地区，坚决抗击国民党军的进攻。8月初，部队受领任务后，即展开了各种战斗准备。8月初至9月中旬部队在大量民工的积极支援下，进行了大规模的地形改造。挖了纵横交错的交通壕，还有各种指挥所、掩护设施、地道、暗堡等。担任主要防御任务的第2纵队构筑了东至岔道，西至怀来，北至小寺冲，南至十八家的长40余华里的防线。修筑洋灰堡垒7个，三合土堡垒11个，土堡垒24个，石头堡垒47个，炮兵阵地3处，地碉30余个，交通沟90余华里。在构筑工事中，战士们日夜奋战，人人不怕苦和累。9连的战士们从山上往下背石头，100多斤重石块压在肩上，一走就是一二里路，像刀一样锋利的石楞，把战士的背划破了，红红的鲜血顺着脊梁往下流，染红了裤子和鞋。挖交通壕的战士每天要干16个小时，手磨出一批血泡尚未全破，新的血泡又出来了；伐木材的战士有时一天只吃两顿饭，晚上就在树叶堆上过夜；但是没有一个人被这些困难所吓倒，为了战斗的胜利，干部战士再苦再累也情愿。9月16日，全面完成了以岔道、西拨子、营城子、内外泡（里炮、外炮）、康庄为第一线阵地；以火烧营子、南辛堡、七里桥为第二线阵地；以北辛堡、怀来车站、段庄为第三线阵地的坚守阵地
  - 平北的独立第5旅在延庆东南的黄花城、九渡河地区，运动防御阻止国军从怀柔指向延庆的侧翼进攻；
  - 第1纵队全部、第2纵队第4旅（欠第12团）、第3纵队第17旅，控制怀来以南的松栅寺、井沟、代庄、镇边城、横岭地区。如果国民党军主力从正面进攻，上述部队则由南向北突击，如果国民党军经马刨泉、横岭迂回进攻，上述部队则由北向南突击；
- 第4纵队位于张家口以西之柴沟堡、天镇、阳高地区，准备随时打击由西向东进攻之国民党军
  - 冀察军区第6军分区部队于兴和以西活动，监视傅作义部可能经兴和向张家口方向的进攻
  - 冀察军区第7军分区部队位于张北担任警戒任务。
- 第3纵队司令员杨成武、冀晋军区政治委员王平，指挥第3纵队第8旅和冀晋、冀察、冀中军区的5个独立旅及地方武装共3万人发起北平至石家庄的平汉（北段）战役 出击配合
- 热河军区部队在热西牵制第十三军的行动
- 冀东部队出击北宁路、平古路配合作战

9月18日，察哈尔省委向全省人民发出紧急号召：“蒋介石军队正在从东西两面拿着屠刀向张家口杀来。全省同胞、全体指战员、全体党员们要马上战斗起来，坚决保卫察哈尔、保卫张家口，拿起一切武器给蒋介石以致命的回击。”张家口市委也向全市人民发出了“实行全民武装、团结自卫、粉碎蒋军进攻”的号召。张家口市总工会代表全市1.4万名工人致电毛泽东主席和朱德总司令，决心全力支援自卫战争。中共晋察冀中央局9月23日向全边区人民发出保卫张家口的战斗号召。

## 战役经过
9月29日凌晨2时，国军从东、西两方面向张家口发动全面进攻。9月30日周恩来致函蒋介石、马歇尔，强烈抗议国军全力猛攻张家口。10月2日蒋介石约见美国驻华大使司徒雷登，宣布“决意要攻取张家口，并决心保持这一点”。

### 怀来阻击战
第十六军部署：
- 第一梯队第94师、第22师向岔道、南园村攻击，并以22师一部向陈家窑、黄土梁攻击，企图首先通过延庆，迂回怀来。
- 第十六军之109师及第五十三军之130师为第二梯队，进至青龙桥。

晋察冀解放军按照预定的作战方案，依托阵地，迟滞与消耗敌人。
10月8日，沿平绥铁路进攻怀来的国军向怀来佯动。第九十四军43师经柳树港向横岭前进当晚，42师127团进至马刨泉，43师主力进至水涧地区。晋察冀野战军从当晚18时开始向敌发起总攻，经4个小时的战斗，全歼第127团。但没有抓住第43师主力，致使其退回沙河。
怀来阻击战，晋察冀野战军共消灭国民党军队1万多人，缴获了大量美式装备包括坦克、反坦克炮、重迫击炮等，取得了平绥铁路东线阻击国民党军队的第一次大胜利。

### 平汉北线战役
为了配合保卫张家口战役，晋察冀军区决定开辟平汉线战场，由晋察冀野战军第三纵队司令员杨成武、冀晋军区政治委员王平指挥第三纵队的第8旅及冀察、冀晋、冀中等军区部队组成两个作战集团，在平汉铁路的北平至石家庄段发动进攻。从9月29日晚到10月3日，接连攻克了望都等4座县城和高碑店等车站，共歼敌8300多人，控制铁路250里。10月5日第九十四军第5师和第121师1个团南下增援平汉线。

### 冀热辽战场
冀热辽军区广泛开展敌后游击战，出击30余次，在北宁铁路、平古铁路破坏交通，积极配合张家口方向的作战。

### 傅作义部偷袭张家口
傅作义乘解放军西北防线防备力量空虚之机，集结其主力第101师、新编第32师、暂编第17师、骑兵第4师等部队，由集宁经南壕堑（尚义县城）向张北进犯。10月5日晚占领尚义县城和县城北边的大青沟镇。傅作义部占张北后，10月10日沿张（北）张（家口）公路向张家口进攻。晋察冀军区教导旅在狼窝沟顽强阻击敌人，以争取时间掩护党政军领导机关有序地从张家口转移。狼窝沟失守后，张家口以北已无天险可守，晋察冀边区党政军机关及地方党政军机关于10月10日撤出张家口。10月11日傅作义部队侵占张家口。解放军主力于10月13日撤出怀来阵地。

## 结局与影响
晋察冀八路军歼敌22500人。
蒋介石宣布晋察冀“共军已经崩溃”，彻底撕毁停战协议，在侵占张家口的当天下午宣布将单方面召开“国民大会”。
当年底，崇礼县发生了中共军队屠杀当地信仰天主教民众的西湾子事件。